# Stadtbefestigung Braunau am Inn

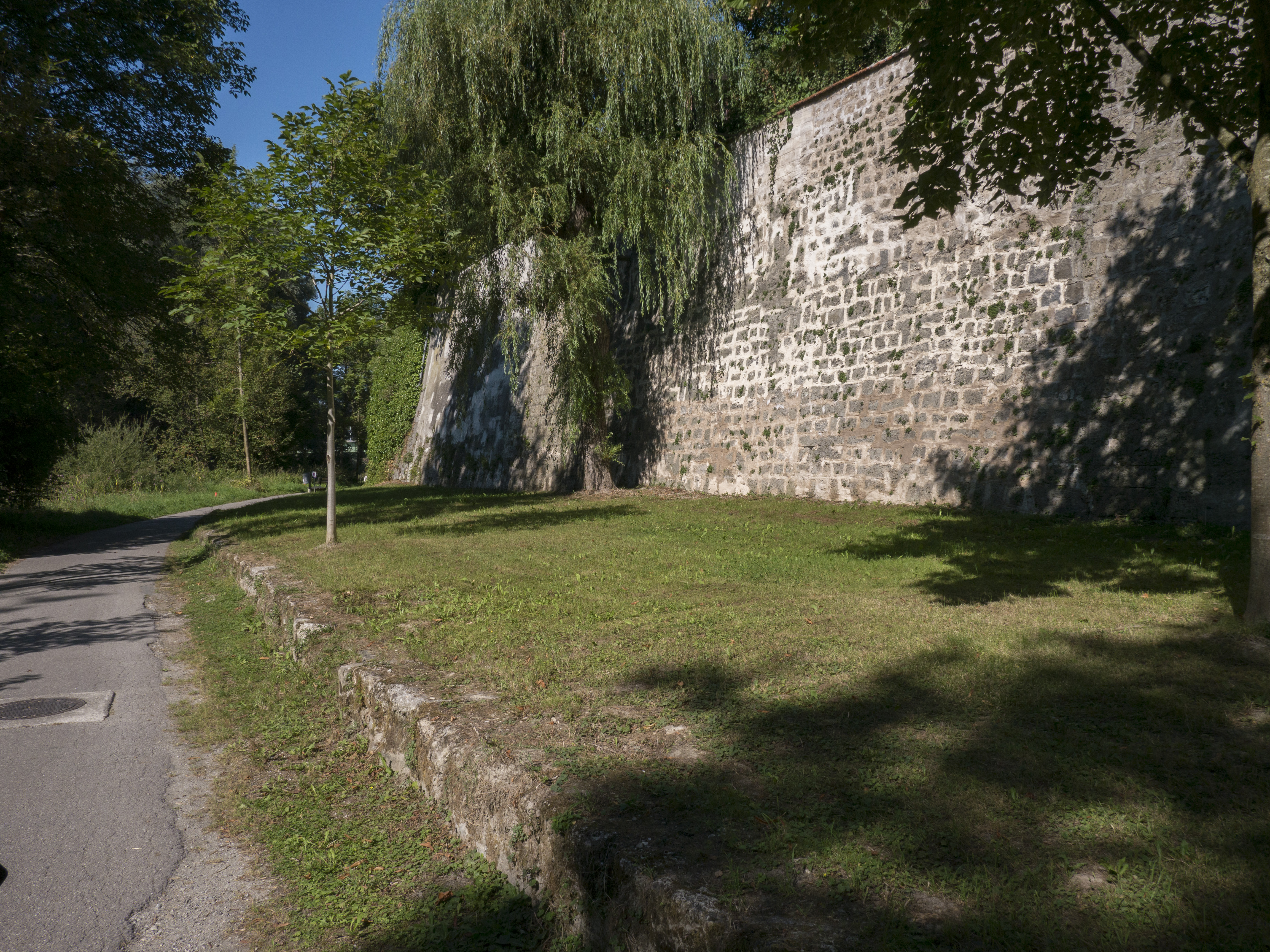
Stadtmauer bei Altstadt 2

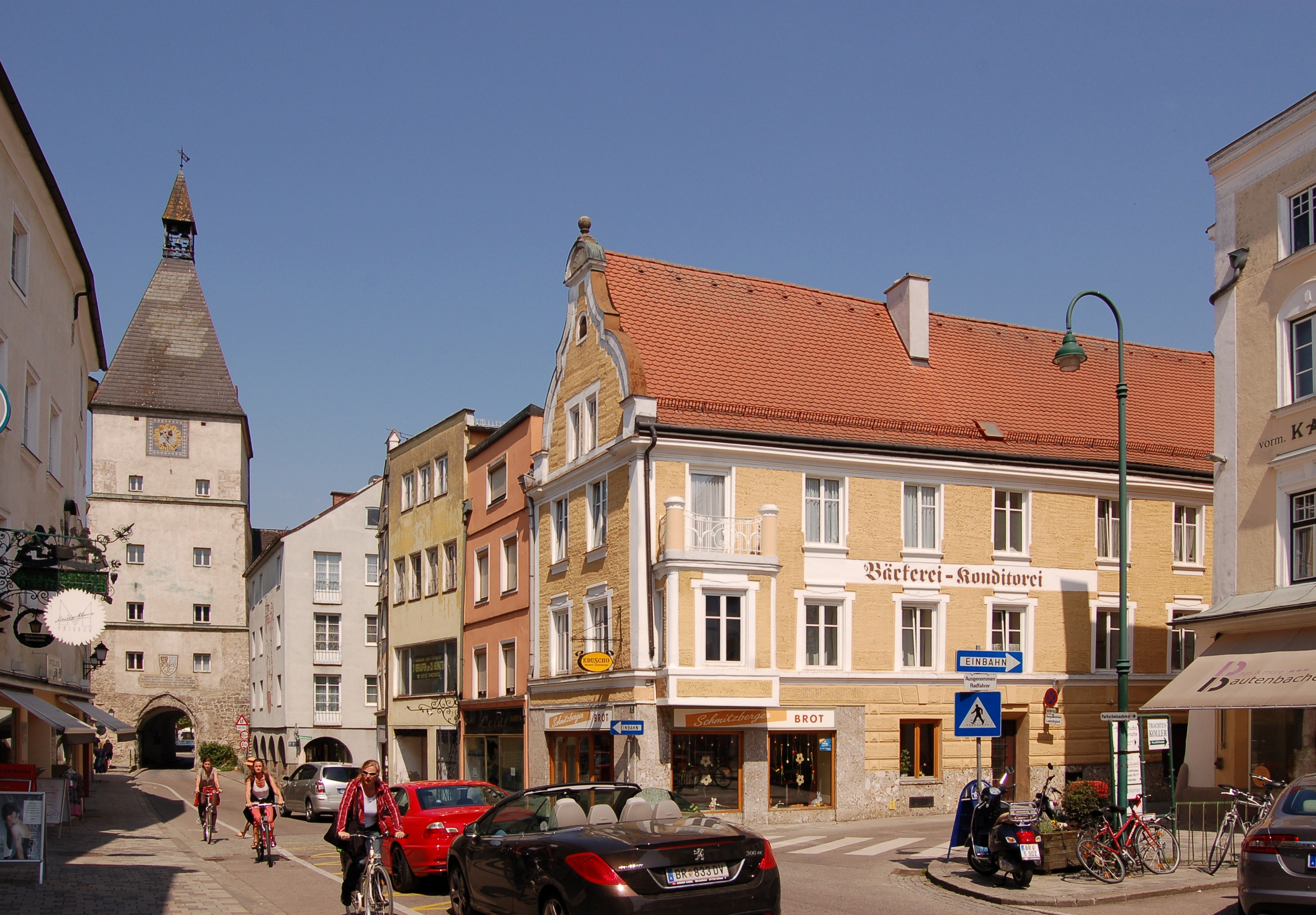
Salzburger Tor, vorgelagert die Salzburger Vorstadt

Die Stadtbefestigung Braunau am Inn umfasst die Altstadt der Stadtgemeinde Braunau am Inn im Bezirk Braunau am Inn in Oberösterreich. Die Reste der Stadtmauern stehen unter Denkmalschutz (Listeneintrag).

## Geschichte
Die Altstadt wurde im Wesentlichen in drei Abschnitten erbaut:
- In der Scheiben: Die älteste Bereich liegt am Westrand und ist bereits ein rasterförmig angelegtes Viertel mit dem südlich anschließenden rechteckigen Kirchenplatz mit der beherrschenden urkundlich 1158 genannten Stadtpfarrkirche St. Stephan.
- Im 13. Jahrhundert erfolgte eine planmäßige Erweiterung durch die Anlage eines Stadtplatzes in Nord-Süd-Richtung, in dessen nördlicher Verlängerung befindet sich die 1260 erbaute Innbrücke. Die Begrenzung erfolgte mit einer Ummauerung mit einem äußeren Graben. Die Stadtausgänge im Norden, Osten und Süden sind mit Toren überbaut, das südliche Stadttorturm ist erhalten.
- Die dritte Ausbauphase umfasste die Anlage von Vorstädten, östlich die Linzer Vorstadt, südlich die Salzburger Vorstadt sowie die Palmstraße zwischen dem Ensemble Am Berg und Linzer Straße mit dem urkundlich 1416 gestifteten Bürgerspital. Auf herzogliche Order mussten die Metzger aus der Altstadt in die Vorstädte übersiedeln, das Schlachthaus und die Fleischbänke befanden sich am Graben zwischen Linzer Straße und Inn. Abgeschlossen wurde dieser Ausbau vor 1504 mit einer vorgelagerten Befestigung im Bereich der heutigen Ringstraße.